# Galadriel
Vous lisez un « article de qualité » labellisé en 2010.
Galadriel est un personnage de fiction du légendaire créé par l’écrivain britannique J. R. R. Tolkien en 1954 et qui apparaît dans ses romans Le Silmarillion et Le Seigneur des anneaux. C’est une Elfe de la lignée royale des Ñoldor, fille de Finarfin et sœur de Finrod Felagund.
Elle est considérée comme l’une des plus grandes des Eldar, avec Fëanor et Lúthien. Son rôle et son importance ont émergé au fur et à mesure du récit et subi de constants remaniements. Il est donc très difficile de concilier tous les faits marquants de l’histoire du personnage.
Son désir de pouvoir l’amène à se joindre à l’exil des Ñoldor en Terre du Milieu, promu par son oncle Fëanor dans les dernières des Années des Arbres. En Terre du Milieu, elle réside dans le royaume de Doriath, où elle reçoit l’enseignement de Melian. Refusant de revenir en Valinor à la fin du Premier Âge, malgré le pardon des Valar, elle reste en Terre du Milieu avec son mari Celeborn et, après un temps, le couple s’installe dans la forêt de Lothlórien, dont ils deviennent les seigneurs jusqu’à la fin du Troisième Âge ; la Lórien devient un havre elfique, protégée par Nenya, l’Anneau donné à Galadriel par Celebrimbor,. Pendant la Guerre de l’Anneau, Galadriel offre l’hospitalité à la Fraternité de l'Anneau et à la fin du conflit, elle part pour l’Ouest.
J. R. R. Tolkien conçut le personnage de Galadriel durant la rédaction du Seigneur des anneaux et l’ajouta par la suite aux textes du Silmarillion. Tolkien envisagea plusieurs versions de l’histoire de Galadriel, qui présentent de nombreuses différences sur des points comme les raisons de son départ d’Aman et de son refus d’y revenir, le moment de sa rencontre avec Celeborn (et l’identité de celui-ci) ou ses pérégrinations en Terre du Milieu avant son établissement en Lothlórien. Le Silmarillion publié en 1977 lisse ces difficultés en présentant une unique version des événements ; Christopher Tolkien a ultérieurement détaillé les hésitations de son père dans les Contes et légendes inachevés, où il écrit que « nulle part, dans l’histoire de la Terre du Milieu, on ne se heurte à tant de difficultés que dans le récit de Galadriel et de Celeborn ».
Galadriel apparaît dans plusieurs adaptations du Seigneur des anneaux, parmi lesquelles le film d'animation dirigé par Ralph Bakshi, la trilogie cinématographique de Peter Jackson (interprétée par Cate Blanchett), la série radiophonique de la BBC Radio, le jeu vidéo La Bataille pour la Terre du Milieu II, la trilogie du Hobbit et la série en streaming Les Anneaux de pouvoir.

## Description
Galadriel est une Elfe de père ñoldorin et de mère telerine. Son ascendance est également en partie vanyarine par sa grand-mère paternelle Indis, de qui lui vient sa chevelure blonde, en laquelle les Eldar voient un reflet de la lumière des Arbres de Valinor. Cela inspire peut-être à Fëanor la création des Silmarils, joyaux dans lesquels est conservée la lumière des Arbres, après que Galadriel a refusé par trois fois sa requête d’une mèche de ses cheveux. Le texte « The Shibboleth of Fëanor », publié en partie dans Contes et légendes inachevés et en totalité dans The Peoples of Middle-earth, décrit le caractère de Galadriel, « vigoureuse de corps et d’esprit, et ferme en son vouloir », « fière et forte et volontaire », dotée d’un « don merveilleux de pénétration », mais « miséricordieuse et compréhensive ».
Dans Le Seigneur des anneaux, J. R. R. Tolkien offre une autre description de Galadriel dans laquelle il apporte plus de détails sur son apparence physique et celle de son mari Celeborn :

« Ils étaient très grands, la Dame non moins grande que le Seigneur ; et leurs visages étaient graves et beaux. Tous deux étaient vêtus de blanc ; et la chevelure de la Dame était d’or foncé, et celle du seigneur Celeborn était d’argent, longue et brillante ; mais ils n’avaient pas d’âge, sinon dans la profondeur de leurs yeux ; car ceux-ci étaient vifs comme des lances sous les étoiles, mais aussi insondables que les puits d’une longue mémoire. »

— J. R. R. Tolkien, « le miroir de Galadriel », dans Le Seigneur des anneaux

### Famille
Galadriel est le dernier enfant et la seule fille de Finarfin, prince des Ñoldor, et d’Eärwen, princesse des Teleri d’Alqualondë ; elle est la petite-fille de Finwë et d’Olwë, deux des meneurs des Eldar durant la Grande Marche vers Valinor. Ses frères aînés sont Finrod, Orodreth, Angrod et Aegnor.
Elle est, par ailleurs, la mère de Celebrian, épouse d'Elrond, ce qui fait d'elle la grand-mère d'Arwen, Elrohir et Elladan.

### Étymologie et autres noms
Les différents noms de Galadriel apparaissent dans l’essai « The Shibboleth of Fëanor », qui détaille tous les noms des descendants de Finwë. Ce texte décrit la façon dont les Elfes donnent deux noms (essi) à leurs enfants : le premier est donné par le père peu après la naissance, tandis que la mère donne à son enfant un autre nom, souvent prophétique, quelque temps plus tard. Le nom paternel de Galadriel est Artanis (« noble dame » en quenya), et son nom maternel est Nerwen ou Nerwendë (« jeune-fille homme »). Les Elfes peuvent adopter d’autres noms que ceux-là, soit qu’ils se les donnent eux-mêmes (cilmessë) ou qu’ils les reçoivent d’autres (epessë). Pour Galadriel, son epessë devient son nom le plus fréquemment employé, car c’est celui qu’elle préfère : le surnom que son époux Celeborn lui donne en référence à sa chevelure, Alatāriellë (« jeune fille couronnée d’une guirlande radieuse » en telerin), est traduit par Altariel en quenya, puis par Galadriel en sindarin. Ce nom est composé de galad « radiance, reflet brillant » (ñalta en quenya, alata en telerin) et de riellë, ríel « jeune fille couronnée d’une guirlande de fête » (dérivé de « guirlande » : ría en quenya et en telerin, rî en sindarin).
Galadriel est également connue sous divers titres : Dame de Lórien ou Dame de Lothlórien, Dame des Galadhrim. Faramir l’appelle Dame Blanche et Maîtresse de la Magie, tandis que Gríma la qualifie de Sorcière du Bois Doré.

## Histoire

### Années des Arbres
Galadriel naît dans la cité de Tirion en l’an 1362 des Années des Arbres,, durant l’apogée du Valinor. Lors de la rébellion de Fëanor contre les Valar, Galadriel suit ses frères et la majorité des Ñoldor en exil, bien que ses intentions n’aient rien à voir avec celles de Fëanor, qui désire reprendre les Silmarils, joyaux dérobés par Morgoth : elle ne désire que voir la Terre du Milieu et y régner, à la tête de son propre royaume.
Sachant le chemin à travers les terres difficile en raison du froid et du brouillard, Fëanor s’empare des navires des Teleri par la force, perpétrant le premier massacre des Elfes par les Elfes. Galadriel lutte furieusement contre cet assaut qui vise le peuple de sa mère. Le Vala Mandos maudit pour cela tous les Ñoldor, sur quoi Finarfin et quelques-uns des siens abandonnent la marche pour demander le pardon des Valar, mais ses enfants continuent la route. Fëanor fait voile vers l’est et abandonne Fingolfin devant l’Helcaraxë. Ne pouvant faire demi-tour, les Ñoldor traversent le détroit de glace, une épreuve difficile durant laquelle ils sont conduits par Fingolfin, Finrod et Galadriel.

### Premier Âge
Au cours du Premier Âge, Galadriel et ses frères sont bien accueillis en Doriath, le royaume de Thingol et Melian, du fait de leur parenté avec les Teleri et avec Olwë, frère du roi. Quand son frère aîné Finrod part fonder Nargothrond, Galadriel reste à Doriath et y vit auprès de Melian, où elle reçoit l’enseignement de la reine. Elle rend visite au moins une fois à son frère aîné à Nargothrond, et leur conversation est retracée dans Le Silmarillion.

### Second et Troisième Âges
Galadriel quitte le Beleriand avant sa destruction avec son époux Celeborn ; elle franchit l’Ered Luin et s’établit aux alentours du lac Nenuial. Percevant un mal venant de l’est, elle part fonder le royaume d’Eregion, dont la principale ville fut Ost-in-Edhil. La venue d’Annatar provoque une rébellion qui chasse Galadriel de l’Eregion. Celebrimbor prend le pouvoir et forge les trois Anneaux de Pouvoir. Galadriel commence alors à s’intéresser au royaume nandorin de Lórinand et part s’y installer. Elle y plante quelques noix de mallorn, données par Gil-galad.
Peu avant que Sauron ne détruise le royaume d’Eregion, en l’an 1697 du Second Âge, Celebrimbor confie à Galadriel Nenya, un des trois Anneaux des Elfes. Après la fin de l’Eregion, elle part rejoindre Celeborn à Imladris, et ils vivent un temps dans le royaume de Lindon.
Après le réveil du Balrog de la Moria et la mort du roi Amroth de Lórinand, Galadriel et Celeborn s’établissent définitivement dans ce royaume, qui prend le nom de Lothlórien. Ils y fondent Caras Galadhon, construite en hauteur sur les branches des gigantesques mellyrn. Cependant, Galadriel et Celeborn ne veulent pas assumer le titre de roi et de reine, se contentant d’être seigneur et dame de Lórien. Grâce au pouvoir de Nenya, les bois de Lothlórien sont préservés, : la protection de l’anneau enrichit la terre en préservant la flore et ses habitants du temps et de la mort, créant ainsi une force contre les puissances des ténèbres.
En 2463 du Troisième Âge (T. A.), afin de combattre Sauron, elle forme avec Elrond, Círdan, d’autres seigneurs des Elfes, et les magiciens dont Saruman, Gandalf et Radagast, un conseil qui sera connu sous le nom de Conseil Blanc. Galadriel propose Gandalf comme chef du conseil, mais Saruman le lui reproche, arguant qu’il est celui qui avait le plus étudié les stratégies de Sauron, et il est finalement choisi. La réunion suivante n’a pas lieu avant quatre siècles, soit en 2851 T. A.. À ce moment, Gandalf pousse le conseil à attaquer la forteresse de Dol Guldur, où Sauron s’est réfugié sous l’apparence du Nécromancien, mais Saruman s’y oppose. En 2941 T. A., le Conseil se réunit à nouveau et décide à présent d’attaquer la forteresse, dont Sauron est chassé. En 2953 T. A. a lieu sa dernière réunion, où il est débattu des Anneaux de Pouvoir.
En 2980 T. A. en chemin vers Fendeval, Aragorn arrive aux frontières de la Lothlórien et Galadriel lui permet d’entrer dans la forêt,.
À l’époque de la Guerre de l’Anneau, Galadriel apporte son aide à la Compagnie de l’Anneau, qui séjourne en Lothlórien pendant un mois. Elle offre au Porteur de l’Anneau, Frodon Sacquet, l’occasion de regarder dans son Miroir. Il découvre qu’elle porte Nenya et lui offre l’Unique, mais elle résiste à la tentation qui la tenaille depuis longtemps et refuse. Lorsque la Compagnie quitte la Lórien, elle offre des présents à chacun de ses membres :
- à Frodo, la fiole de Galadriel, contenant la lumière de l’étoile d’Eärendil[Note 4] ;
- à Sam, une graine de mallorn et de la terre de la Lórien[Note 5], ainsi qu’une corde elfique magique ;
- à Legolas, un arc des Galadhrim et un carquois ;
- à Gimli, trois cheveux, à la stupéfaction de tous ;
- à Merry et Pippin, des ceintures d’argent ;
- à Boromir, une ceinture d’or ;
- à Aragorn, un fourreau pour Andúril et l’Elessar, un joyau vert aux vertus de guérison et de préservation[Note 6] ;
- à tous les huit, une cape elfique fermée par une broche, permettant à son détenteur de passer inaperçu aux yeux de ses ennemis, ainsi que du lembas, pain de route des Elfes[Note 7].

Par la suite, Galadriel envoie Gwaihir, seigneur des aigles, à la recherche de Gandalf, qui, à la suite de son combat contre le Balrog de Khazad-dûm, était arrivé au sommet du Celebdil. Gwaihir l’amène en Lothlórien, où il est soigné et vêtu de blanc et où Galadriel l’informe du passage de la Compagnie, ainsi que du danger qu’ils courent. Elle lui confie des messages pour Aragorn, Legolas et Gimli.
Après la destruction de l’Anneau Unique, Galadriel assiste au couronnement d’Aragorn Elessar comme roi de Gondor et d’Arnor et à son mariage avec sa petite-fille Arwen, la fille de Celebrían et d’Elrond. Peu après, tous retournent dans leurs foyers respectifs et Galadriel se sépare de la Compagnie au pied des Montagnes de Brume.
Le 29 septembre de l’an 3021, Galadriel prend la mer aux Havres Gris en compagnie d’Elrond, de Gandalf, de Frodo et de Bilbo. On dit que, une fois arrivée en Aman, elle intervient pour qu’il soit permis à Gimli de venir à son tour dans l’Ouest avec Legolas.

## Évolution
Selon la conception initiale, Galadriel aurait rencontré Celeborn sur ses propres terres en Lothlórien, après qu’elle eut quitté seule le Beleriand. Dans l’appendice B du Seigneur des anneaux, il est dit que Galadriel et Celeborn vécurent un temps en pays Lindon au début du Second Âge. Dans Le Silmarillion, la rencontre s’effectue à Doriath. Dans les Contes et légendes inachevés, il est raconté qu’elle rencontra Celeborn à Alqualondë où ils projettent de construire un navire pour faire voile vers la Terre du Milieu et de demander l’accord des Valar lorsque Melkor détruit la lumière des deux Arbres avec Ungoliant.
Il existe plusieurs motifs pour lesquels Galadriel demeure en Terre du Milieu. Dans The Road Goes Ever On, il est explicitement dit qu’à la suite de la défaite de Morgoth à la fin du Premier Âge, elle fut invitée à revenir sur les Terres Immortelles et elle répondit qu’elle ne le souhaitait point.
Dans une lettre de 1967, J. R. R. Tolkien déclare que les exilés, excepté les principaux responsables de la rébellion de Fëanor, furent autorisés à retourner en Aman. Dans sa « Lamentation » (le Namárië du Seigneur des anneaux), elle croyait que l’interdit ne serait jamais levé. C’est alors qu’elle souhaita que Frodo Bessac soit autorisé à séjourner sur l’île de Tol Eressëa même si ce chemin lui était fermé. L’interdiction fut finalement levée grâce à ce souhait, à sa lutte contre Sauron, mais surtout parce qu’elle a résisté à la tentation de prendre l’Anneau Unique lorsque celui-ci lui fut offert par Frodo.
Selon la version des Contes et légendes inachevés, Galadriel ne prend aucune part à la révolte de Fëanor, mais défend héroïquement Alqualondë aux côtés de Celeborn. Elle part ensuite sur le navire de Celeborn et réussit à atteindre la Terre du Milieu avant Fëanor. Sans l’accord de Manwë, elle transgresse l’interdit de tout départ.

### Dans leSeigneur des anneaux
La première référence que J. R. R. Tolkien fit de Galadriel se trouve dans les premiers brouillons des chapitres six et sept du livre II de La Fraternité de l'Anneau, « Lothlórien » et « Le Miroir de Galadriel », qui au début n’en formaient qu’un seul. À ce point de la narration, où l’Elfe Haldir conduit la Compagnie de l’Anneau à Cerin Amroth, Tolkien interrompit la composition pour écrire une série de notes sur la façon dont il devait continuer l’histoire et l’une d’elles faisait référence à une dame des Galadhrim, aux cheveux blancs et aux yeux pénétrants, bien que son nom ne soit pas encore spécifié. Dans une autre note, cette fois écrite sur le manuscrit du brouillon, le nom de Galadriel apparaît déjà et elle est décrite comme l’épouse d’Elrond. Après ces notes, Tolkien continua la composition du chapitre et à la première apparition de Galadriel, il inséra le personnage de Celeborn, abandonnant ainsi la possibilité de son mariage avec Elrond. De plus, il envisagea d’autres noms pour elle, comme Finduilas, Rhien, Galdrien ou Galadhrien dame de l’arbre  en sindarin .
Après que l’histoire en arrive à Caras Galadhon, quand la Compagnie se prépare à se reposer après avoir parlé avec Celeborn et Galadriel, Tolkien interrompit une nouvelle fois la composition et écrivit un bref brouillon sur la suite du chapitre jusqu’à ce que la Compagnie sorte de Lothlórien. Dans celui-ci, le Miroir de Galadriel appartenait à Celeborn et non à elle, mais après avoir retravaillé la composition, Tolkien attribua sa propriété à la dame et c’est Frodo, et non Sam comme dans la version définitive, qui regarde dedans.
Quand il commença le chapitre « L'adieu à la Lórien », Tolkien rédigea trois textes dans lesquels Celeborn parle à la Compagnie de la suite de son voyage et leur prête les barques dans lesquelles ils partent sur le fleuve Anduin. Dans le quatrième texte, il avança jusqu’au point où Galadriel offre ses cadeaux aux membres de la Compagnie, bien que dans cette version, ce ne soient pas tous les mêmes que dans la version définitive et qu’ils n’apparaissent pas tous. À Aragorn, elle offrit un fourreau d’argent pour son épée, avec son nom et celui de son nouveau propriétaire gravés dessus en runes dorées, mais il n’est pas fait référence à la pierre Elessar. Les cadeaux de Boromir, Legolas, Sam, Pippin et Merry sont les mêmes que dans La Fraternité de l’Anneau et sont décrits presque de la même façon. Gimli, de même que dans la version définitive, ne demande rien à Galadriel, mais elle lui offre une broche d’or avec une émeraude sertie, objet qui devint peu après l’Elessar. Bien qu’il restât le cadeau de Frodo, Tolkien interrompit ici le texte et en commença un nouveau, semblable au précédent mais où le cadeau d’Aragorn est écarté et où il incorpore la demande d’une mèche de cheveux de Galadriel de la part de Gimli telle qu’elle apparaît dans La Fraternité de l’Anneau.

### DansLe Silmarillionet les autres textes
Christopher Tolkien consacre un chapitre entier des Contes et légendes inachevés à la présentation de divers textes de son père concernant Galadriel, Celeborn et la Lórien. Il y affirme en introduction que :

« Nulle part, dans l’histoire de la Terre du Milieu, on ne se heurte à tant de difficultés que dans le récit de Galadriel et de Celeborn, et on doit admettre que de graves inconséquences « sont incrustées dans la tradition » ; ou bien, prenant les choses d’un autre point de vue, il nous faut considérer que le rôle et l’importance de Galadriel n’ont émergé qu’au fur et à mesure du récit, lequel aurait subi de constants remaniements. »

Dans l’une des premières versions du texte « Les Anneaux du Pouvoir et le Troisième Âge », Galadriel est la fille de Finrod et la sœur aînée de Gil-galad. Tolkien lui fait quitter Nargothrond pour l’Eriador avant la chute de la ville, puis avant même sa construction dans une version ultérieure. Cette version de la filiation de Galadriel apparaît également dans les brouillons des Appendices du Seigneur des anneaux.
Dans cette conception, et en accord avec les paroles qu’elle adresse à Frodo dans le Seigneur des Anneaux, Galadriel franchit seule les montagnes de Beleriand avant la fin du Premier Âge, et elle rencontre Celeborn en Lothlórien,.

« Car le Seigneur des Galadhrim est réputé le plus sage des Elfes de la Terre du Milieu, et un donneur de présents qui surpassent l’opulence des rois. Il réside dans l’Ouest depuis l’aube des jours, et j’ai vécu avec lui un nombre incalculable d’années ; car j’ai traversé les montagnes avant la chute de Nargothrond et de Gondolin, et ensemble, à travers les âges du monde, nous avons combattu dans la longue défaite. »

— Galadriel, « Le Miroir de Galadriel », dans Le Seigneur des anneaux de J. R. R. Tolkien.
En fonction de la version, les motifs de Galadriel pour rester en Terre du Milieu après la déroute de Morgoth à la fin du Premier Âge s’expliquent d’une manière ou d’une autre. Un passage de l’œuvre The Road Goes Ever On, éditée par Donald Swann, établit que les Valar ne permirent pas à Galadriel de retourner à Aman et, dans une carte datée d’août 1967, Tolkien l’explique en disant qu’ils interdisaient seulement le retour de ceux des Ñoldor qui avaient été les principaux responsables de la rébellion, parmi lesquels Galadriel, bien qu’elle soit ensuite pardonnée pour son aide dans la lutte contre Sauron et pour n’avoir pas cédé à la tentation d’accepter l’Anneau Unique pour elle-même. Au contraire, dans un essai écrit quelque temps après la publication de The Road Goes Ever On, Tolkien indique que les Valar accordèrent bien leur pardon à Galadriel, en même temps que pour tous ceux qui avaient lutté contre Morgoth, mais elle refusa par orgueil. De même, dans un brouillon sur l’histoire de Galadriel et Celeborn que l’auteur écrivit un mois avant sa mort, les deux personnages refusent de retourner à Aman, mais il n’est pas mentionné que ce fut à cause de son orgueil.
Cependant, aussi bien dans le Silmarillion que dans The Road Goes Ever On, il est mentionné que Galadriel rencontra et tomba amoureuse de Celeborn en Doriath, où elle vivait à cause de sa parenté avec le roi Thingol. D’un autre côté, dans l’essai postérieur à la publication de The Road Goes Ever On et dans le brouillon de l’histoire que Tolkien écrivit peu avant de mourir, Celeborn semble être un Teler d’Aman qui franchit les montagnes de Beleriand jusqu’en Eriador pour rejoindre Galadriel.
L’essai The Shibboleth of Fëanor offre davantage d’informations sur la jeunesse de Galadriel en Aman : les Eldar disaient que les lumières de Laurelin et de Telperion étaient mélangées dans la chevelure de Galadriel, et beaucoup considéraient que cela inspira pour la première fois à Fëanor la possibilité de garder et mêler ces lumières, et mena ainsi à la création des Silmarils. On y parle aussi de la rivalité qui existait entre Galadriel et Fëanor et comment celle-ci lutta contre lui pour défendre les Teleri, parents de sa mère pendant le Massacre d’Alqualondë, fait qui la poussa, avec son orgueil, à l’exil en Terre du Milieu afin de faire échouer tous les plans de l’Elfe. Au contraire, dans le brouillon qu’il écrivit le mois précédant sa mort, Tolkien offre une version complètement différente des motifs qui amenèrent Galadriel à l’exil : après avoir désiré un temps partir en Terre du Milieu, l’Elfe alla vivre avec les Teleri à Alqualondë et y connut Celeborn, avec qui elle projeta de construire un navire et de partir, mais au moment de demander la permission des Valar, Morgoth et Ungoliant détruisirent les Arbres et Galadriel fut soumise à la malédiction de Mandos, ne pouvant se présenter à Valinor pour parler à Manwë. Finalement, elle partit avec Celeborn dans le bateau et ils arrivèrent ainsi jusqu’aux ports de Círdan.
Quelque temps après la publication du Seigneur des anneaux, Tolkien s’intéresse à l’histoire de Galadriel au Second Âge dans un texte très brouillon intitulé « À propos de Galadriel et de Celeborn ». Il y décrit comment elle refuse de quitter la Terre du Milieu à la fin du Premier Âge, préférant traverser l’Ered Luin avec Celeborn pour s'installer sur les rives du Lac du Crépuscule avec une vaste compagnie d’Elfes Gris et Verts. Amroth y est décrit comme leur fils, né entre 350 et 400 S.A. Vers 700, Galadriel et Celeborn repartent vers l’est et fondent un royaume en Eregion, entretenant de bonnes relations avec les Nains de Moria et nouant des liens avec le royaume sylvestre de Lórinand, sur l’autre versant des Montagnes de Brume. L’arrivée de Sauron en Eregion, vers 1200, bouleverse les choses : il charme les orfèvres ñoldorin de ce royaume et les convainc finalement de chasser du pouvoir Celeborn et Galadriel (entre 1350 et 1400). Celebrimbor devient seigneur de l’Eregion ; Celeborn refuse de quitter le royaume, mais Galadriel part pour le Lórinand et se prépare à la guerre. Lorsque Celebrimbor comprend la véritable nature de Sauron, il se rend auprès de Galadriel, qui lui conseille de cacher les Trois anneaux des Elfes. Il lui remet Nenya, grâce auquel elle renforce le royaume de Lórinand, mais le pouvoir de l’anneau réveille sa nostalgie de Valinor, et une fois Sauron chassé d’Eriador, elle part pour Fendeval avec sa fille Celebrían, laissant Amroth avec la responsabilité du Lórinand. Elle participe alors à la première réunion du Conseil Blanc. Par la suite, à une date indéterminée, elle part vers le sud avec son époux et s’établit en Belfalas, sur le futur emplacement de la cité de Dol Amroth, et y réside jusqu’à la disparition d’Amroth, en l’an 1981 du Troisième Âge, événement qui la convainc de retourner en Lórinand (Lórien).

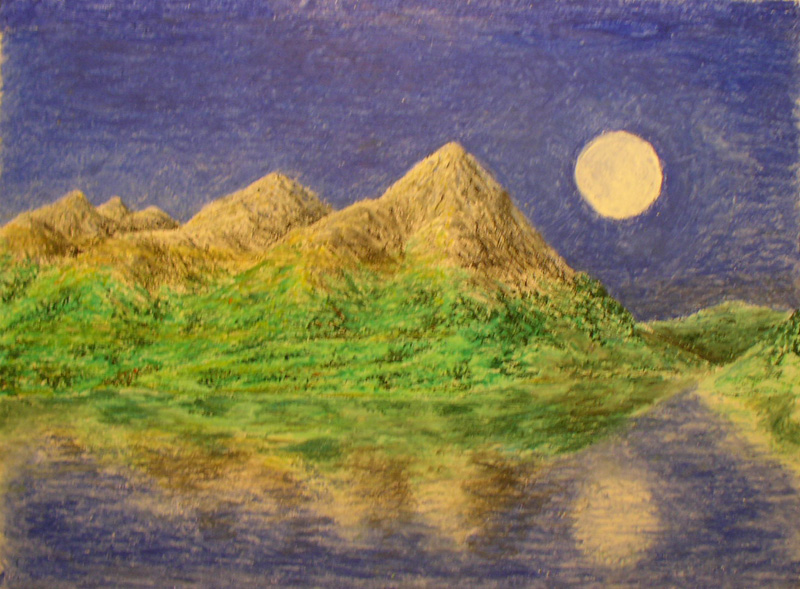
Les rivages du Lindon, le royaume de Gil-galad, où Galadriel vit un certain temps au Second Âge selon un texte.

En 1969 ou ultérieurement, Tolkien écrivit un autre récit intitulé « Fragment de la légende d’Amroth et Nimrodel, relatée en bref », où il offre une version complètement différente de ce qui arrive à Galadriel après la destruction de l’Eregion. Selon ce texte, elle se rend en Lindon, auprès de Gil-galad, tandis que Celeborn se rend en Lórien et fortifie le pays contre Sauron, avant de rejoindre son épouse après la fin de la guerre. Ici, Amroth n’est plus le fils de Celeborn et Galadriel, mais d’Amdír, un autre prince sinda. Dans cette version, et à la différence des versions antérieures, le couple vit un temps en Lothlórien au début du Troisième Âge, préoccupé par l’obscurité qui croît dans la Forêt de Grand'Peur. Ce n’est que par la suite qu’ils partent pour Fendeval, avant de revenir en Lórien après la chute de la Moria et la disparition d’Amroth, devenant les gardiens du pays.
Un autre manuscrit, de date inconnue et intitulé « L’Elessar », propose deux versions de l’histoire de la pierre, et de la façon dont Galadriel l’a reçue avant de la remettre à Aragorn. Selon la première, Gandalf l’a rapportée d’Aman en Terre du Milieu et la donne à Galadriel au nom de Yavanna, tandis que pour la seconde, il s’agit d’une autre pierre, façonnée par Celebrimbor à la demande de Galadriel. Ce texte avance une idée qui ne reparaît dans aucun autre texte de Tolkien : Celebrimbor est amoureux de Galadriel, et c’est pour cela qu’il lui fabrique l’Elessar.

## Critique
Le père Robert Murray, petit-fils du lexicographe James Murray et ami de l’auteur, lut le Seigneur des anneaux à sa demande avant sa publication et dans ses commentaires, il comparait Galadriel à la Vierge Marie. De nombreux autres auteurs remarquèrent le parallèle entre ces deux figures, bien que J. R. R. Tolkien ait déclaré : « Il me semble juste de dire que son personnage [Galadriel] doit beaucoup chez moi à l’enseignement et à l’imaginaire chrétiens et catholiques concernant Marie ; mais Galadriel était en réalité une pénitente : ayant été dans sa jeunesse l’un des chefs de la rébellion contre les Valar (les gardiens angéliques) ».
Dans son essai « The Well and the Shallows », Joseph Pearce reprend les diverses critiques et opinions que reçut Le Seigneur des anneaux depuis sa publication. Parmi celles-ci, il y a celle du père Charles Dilke qui reprend la comparaison faite par Murray entre Galadriel et la Vierge, et celle de Brenda Partridge, qui dans son essai « No Sex Please - We’re Hobbits: The Construction of Female Sexuality in The Lord of the Rings », affirme que la fiole que Galadriel offre à Frodon représente « un phallus plus puissant que les épées ». Le critique Christopher Clausen reprend aussi la comparaison du personnage avec la Vierge dans son essai « 'The Lord of the Rings' and 'The Ballad of the White Horse' » et affirme que cette similitude est due avant tout à l’influence de G. K. Chesterton.

Une Valkyrie, tableau d’Edward Robert Hughes, source possible d’inspiration pour Galadriel.

Dans Tolkien the Medievalist, Leslie A. Donovan compare Galadriel et les autres personnages féminins des œuvres de Tolkien avec les Valkyries de la mythologie nordique et la place des femmes dans la société. Tolkien remanie ce concept selon une perception plus contemporaine de l’identité des femmes face à sa vision d’un féminisme émergent après la Seconde Guerre mondiale. Tout en laissant l’emphase sur le rôle traditionnel des femmes, il reconnaît aussi les possibilités d’un nouveau modèle familial, d’emplois et de figures politiques. Les descriptions des Valkyries et de Galadriel sont similaires sur les aspects de l’éclat et de la luminosité. Cependant, pour les Valkyries, cette lumière émane du lustre de leurs armures métalliques, tandis que chez Galadriel, cet effet provient de ses caractéristiques physiques : sa beauté, ses cheveux et ses yeux, ainsi que de ses vêtements.
Plusieurs articles de la J. R. R. Tolkien Encyclopedia dirigée par Michael D. C. Drout proposent des éléments d’analyse sur Galadriel. Dans son entrée sur le catholicisme romain, Bradley J. Birze assure que l’Elfe « est probablement la représentation la plus évidente de Marie », tout en présentant des éléments la rapprochant de la Dame du Lac, personnage de la légende du roi Arthur. Aline Ripley reprend dans « Feminist Readings of Tolkien » différentes influences possibles du personnage, parmi lesquelles Circé et Calypso de l’Odyssée d’Homère, parce qu’elle apporte son aide aux héros de l’œuvre et leur donne des cadeaux sous forme de nourriture, de vêtements et de lumière ; avec la Vierge Marie également, par « association des symboles de lumière et de graines » ; et avec les Valkyries de la mythologie nordique, à cause de sa « splendeur ». À l’entrée dédiée à Galadriel, Jason Fisher la décrit comme « un des personnages les plus forts et vigoureusement décrits par Tolkien, indépendamment de son sexe, et sans doute la plus grande des Elfes ». Dans l’entrée « Finland: Literary Sources », Anne C. Petty rapproche les qualités de Galadriel de celles des personnages de la mythologie finnoise Ilmatar, « comme un être semi-divin qui contient la lumière de la création », et Louhi, « en tant que chef d’une terre mystérieuse et cachée ».

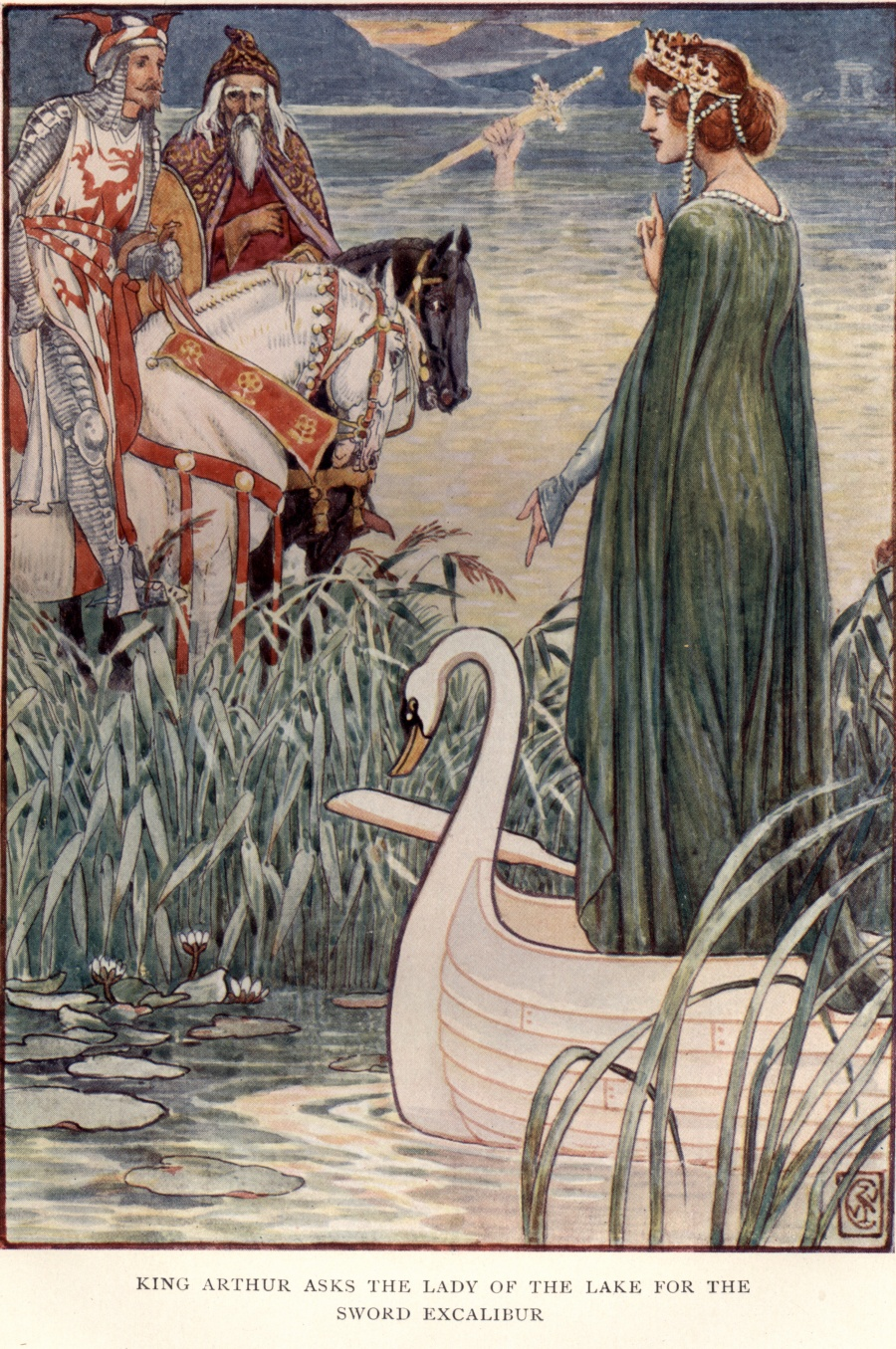
Le roi Arthur demande l'épée Excalibur à la Dame du Lac, illustration de Walter Crane, 1911.

Marjorie Burns reprend à l’entrée « Doubles » certains des rapprochements entre les personnages créés par J. R. R. Tolkien, parmi lesquels celui de Galadriel et des Maiar Baie d’Or et Melian et avec la valië Varda. Pour Burns, Baie-d’Or est une version plus « familiale » de Galadriel, le parallèle entre les deux provenant du fait qu’elles vivent toutes deux dans des royaumes isolés et couverts d’arbres, et qu’elles sont associées à l’eau ; elle remarque aussi la phrase qui présente le personnage de Baie-d’Or dans le roman comme élément de comparaison : « ils se trouvèrent aussitôt devant une reine elfe, jeune et belle, vêtue de fleurs fraîches ». Le parallèle avec Melian est décrit comme « le plus important », mettant en avant le fait que les deux usent de leur pouvoir pour protéger leur royaume respectif (l’Anneau de Melian pour Doriath, Nenya pour la Lórien), et, de la même façon que la Maia se place en opposition avec l’araignée Ungoliant, l’Elfe s’oppose à sa descendante Araigne par l’entremise de sa fiole ; de plus, Marjorie Burns signale que la fille de Melian, Lúthien, se marie avec un Homme, comme le fait Arwen, la petite-fille de Galadriel. Enfin, Burns décrit Galadriel comme la représentation de Varda en Terre du Milieu, puisque les deux sont « entourées de lumière ».
Malgré les critiques de Tolkien envers la légende arthurienne, Verlyn Flieger identifie dans Interrupted Music: the making of Tolkien's mythology un certain nombre de points communs et de mécanismes de construction du récit. Dans cette optique, le miroir de Galadriel rappelle la fontaine enchantée de Barenton que Chrétien de Troyes décrit dans Yvain ou le chevalier au lion, Galadriel elle-même ressemblant à Morgane la Fée. Ce rapprochement entre Galadriel et les Fées de la légende arthurienne est repris dans Tolkien et le Moyen Âge dirigé par Leo Carruthers. Dans « Les échos arthuriens dans le Seigneur des anneaux » de Claire Jardillier, Galadriel est présentée comme une jumelle de la Dame du Lac, par ses vêtements et ses attributs (blancheur et lumière) et sa relation à l’eau (par son miroir notamment et son anneau de Pouvoir, Nenya étant l’anneau de l’Eau). Tout comme la fée Viviane, elle a des liens de parenté avec le héros, Viviane avec Lancelot et Galadriel avec Aragorn puisqu’elle est la grand-mère d’Arwen et qu’elle représente une figure maternelle pour Aragorn après qu’elle l’a accueilli en Lorien. Elle agit comme Morgane amenant Arthur blessé à Salisbury en obtenant pour Frodon le droit de gagner Aman.
Galadriel est la Dame des récits chevaleresques par excellence. La relation entre Gimli et la Dame l’illustre : après leur rencontre, le Nain sera prêt à défendre par les armes son honneur, comme l’illustre l’épisode avec Éomer.
Galadriel est aussi une figure celtique, incarnant la souveraineté : elle est celle qui dispense les dons, et non son époux Celeborn. La Lothlórien est elle-même une terre traversée d’influences celtiques, rappelant l’Île des Jeunes du folklore irlandais.

## Adaptations

### Premières adaptations

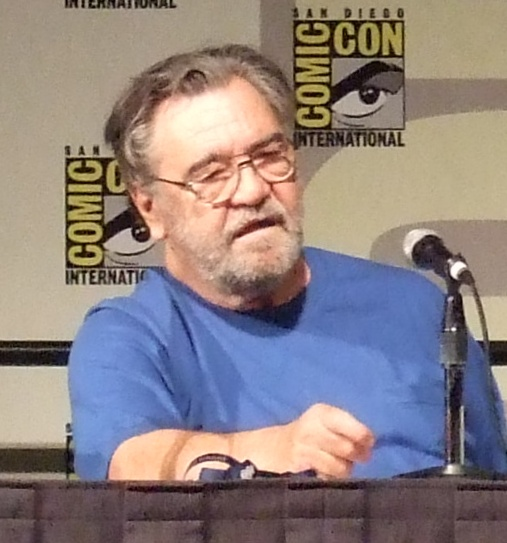
Ralph Bakshi, réalisateur de l'adaptation animée du Seigneur des anneaux (1978) où l'actrice Annette Crosbie prête sa voix au personnage de Galadriel.

La première adaptation du Seigneur des anneaux se fit sous forme radiophonique : une adaptation en douze épisodes réalisée et produite par Terence Tiller pour Radio 3. Galadriel y est incarnée par Nicolette Bernard. Marian Diamond reprend le rôle en 1981 pour une seconde adaptation radiophonique réalisée pour Radio 4.
En 1957, une compagnie américaine proposa à J. R. R. Tolkien la réalisation d’un dessin animé du Seigneur des anneaux. Si Tolkien appréciait les esquisses préliminaires qui lui furent communiquées, il se montra beaucoup moins satisfait par le scénario élaboré par Morton Grady Zimmerman, lequel incluait de nombreuses modifications de l’histoire. Le long commentaire qu’a laissé Tolkien sur ce scénario mentionne notamment l’abandon de la scène où Galadriel est tentée par l’Unique, significatif de la disparition de « pratiquement tout ce qui a une signification morale ». Ce projet fut finalement abandonné par les producteurs.
United Artists récupéra les droits sur une adaptation cinématographique du Seigneur des anneaux en 1969, et John Boorman fut engagé pour la réaliser sous forme d’un véritable film. Le projet fut abandonné à la suite d’un changement de personnel à la tête de United Artists. Le scénario de deux heures et demie proposé par Boorman prenait de nombreuses libertés avec le livre, y ajoutant des aspects sexuels absents de l’original : ainsi, Galadriel y séduit Frodon lors de la scène du miroir.
À la fin des années 1970, Ralph Bakshi reprit le projet de John Boorman et convainquit United Artists de distribuer le film. Sur un scénario de Peter S. Beagle, il réalisa une adaptation sous forme de dessin animé partiellement rotoscopée. Annette Crosbie (Tania Torrens dans le doublage français) y prête sa voix à Galadriel,. Dans ce film, la tentation de Galadriel pendant la scène du miroir n’est pas occultée, mais elle n’offre plus de cadeaux à la compagnie au départ de la Lórien.
En 1993, dans la série télévisée finnoise Hobitit, Galadriel est jouée par Heidi Krohn.

### Films de Peter Jackson et produits dérivés

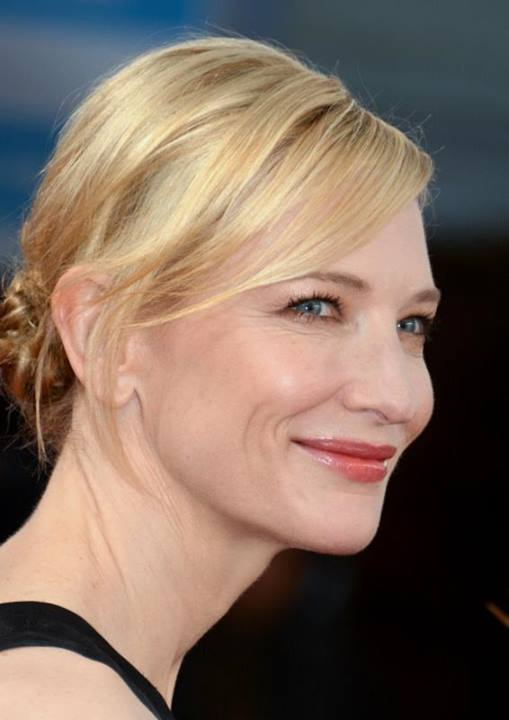
Cate Blanchett interprète Galadriel dans les films de Peter Jackson Le Seigneur des Anneaux et Le Hobbit.

Dans l’adaptation en trois films du Seigneur des anneaux réalisée par Peter Jackson, Galadriel est interprétée par Cate Blanchett. Jackson avait proposé à l’origine le rôle à Lucy Lawless, mais celle-ci, enceinte, refusa, et Blanchett fut finalement choisie.
À l’origine, les scénaristes avaient écrit le prologue qui apparaît dans la première scène de la trilogie, La Communauté de l’anneau, de sorte que le narrateur soit Frodon (interprété par Elijah Wood), mais cette idée fut finalement écartée, le personnage étant censé ignorer l’histoire de l’Anneau Unique. Ils essayèrent ensuite avec Gandalf, sur demande de l’acteur Ian McKellen, mais il fut lui aussi écarté car son rôle était déjà assez important. Ce fut finalement Cate Blanchett qui prêta sa voix comme narratrice.
Andrew Lesnie, directeur de la photographie de la trilogie, désirait faire quelque chose de spécial avec Galadriel, étant donné que le personnage lui paraissait le plus lié au monde spirituel. Inspiré par une des phrases par lesquelles Tolkien décrit Galadriel et Celeborn dans le livre, « mais il n’y avait en eux aucun signe de l’âge, sinon dans l’intensité de leur regard, car leurs yeux étaient aussi pénétrants que des lances à la lumière des étoiles, et cependant profonds, puits de souvenirs enfouis », Lesnie décida d’acheter des décorations de Noël et d’orner avec elles le plateau sur lequel Cate Blanchett tournait différentes scènes de Lothlórien, de sorte que les étoiles paraissaient se refléter dans ses yeux.
En avril 2001, l’actrice confirma à Londres qu’elle avait déjà terminé de filmer ses scènes en Nouvelle-Zélande après un mois de tournage et qu’elle enregistrait à nouveau ses dialogues en studio, car les premiers n’avaient rien donné.
Dans le jeu vidéo La Communauté de l’anneau, Galadriel (doublée par Jennifer Hale) est la narratrice du prologue et de l’épilogue, et apparaît en tant que personnage non-joueur en Lothlórien.
Dans le jeu Le Seigneur des anneaux : La Bataille pour la Terre du Milieu II, Galadriel est disponible comme héros pour la faction du bien. Elle est doublée par Lani Minella dans la version originale. Avec Sauron, ce sont les héros les plus dispendieux au coût de 10 000 ressources. Les deux héros sont très puissants, riches en point de santé, possèdent des pouvoirs destructeurs spéciaux, mais ne peuvent être guéris. Sauron fait davantage de dommages aux bâtiments, mais Galadriel est plus rapide. Les deux peuvent détruire une unité grâce à un seul coup. Dans la campagne du mal, Galadriel fuit la Lórien après l’assaut de la horde de Gobelins commandée par la Bouche de Sauron. Ils tuent Celeborn et Haldir, brûlent toute la forêt et prennent possession du Miroir de Galadriel. Elle atteint ensuite Fondcombe où les derniers survivants des ennemis de Sauron sont recueillis par Elrond, Arwen, la Communauté de l’anneau et les Aigles pour un dernier combat.
Dans Le Seigneur des anneaux Online : Les Ombres d’Angmar, Galadriel est un personnage non-joueur, qui sert de narratrice. Elle apparaît notamment dans l’extension du jeu Les Mines de la Moria.
Games Workshop créa deux figurines de Galadriel, l’une vendue avec celle de Celeborn et son miroir et une autre de Galadriel isolée, pour son jeu de figurines, Le Seigneur des anneaux fondé sur la trilogie cinématographique,.
Galadriel, bien qu'absente du livre Bilbo le Hobbit, est présente dans l'adaptation cinématographique en trois volets du Hobbit par Peter Jackson : celui-ci souhaitait en effet présenter le retour de Sauron à Dol Guldur décrit dans les appendices du Seigneur des Anneaux, qui impliquait le Conseil Blanc et donc Galadriel. Cate Blanchett reprend donc son rôle. 
Dans la série Amazon Prime Video de 2022 Le Seigneur des anneaux : Les Anneaux de pouvoir, Galadriel est interprétée par l'actrice galloise Morfydd Clark.

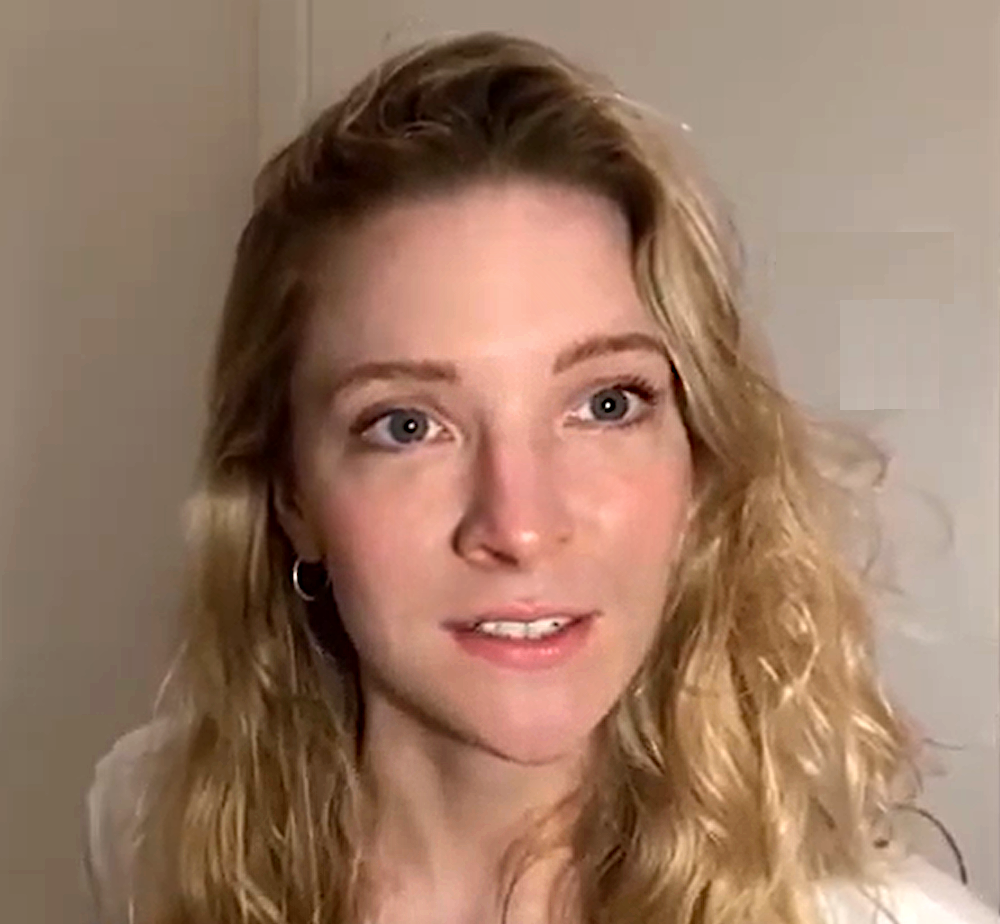
Morfydd Clark interprète Galadriel dans la série Le Seigneur des anneaux : Les Anneaux de pouvoir.

La série présente l'histoire de Galadriel durant le Second Âge de façon différente, Celeborn y étant absent. Ayant perdu son frère Finrod des mains mêmes de Sauron, Galadriel le traque sans répit depuis des siècles. Mais sans aucun signe de lui depuis une éternité, le Haut-Roi Gil-galad déclare la traque et la guerre contre les forces du mal terminées victorieusement et renvoie Galadriel en Valinor, tout en chargeant Elrond d'aider le légendaire forgeron elfe Celebrimbor d'Eregion à construire une forge telle que l'on n'en a jamais connu. Mais Galadriel en vue de Valinor décide de faire demi-tour à la nage, et tombe sur un radeau à la dérive où se trouve un personnage du nom de Halbrand qu'elle identifiera comme l'héritier des rois des « terres du sud ». Réfugiés à Númenor, Galadriel convainc Halbrand de rejoindre l'expédition de Númenor en Terre du Milieu contre l'armée des Orques d'Adar. À la suite de l'éruption du Mont du Destin, Galadriel escorte Halbrand blessé en Eregion. Une fois guéri, Halbrand donne à Celebrimbor l'idée d'allier le mithril avec d'autres métaux pour améliorer ses pouvoirs. Galadriel devient méfiante et vérifie les lignées royales des Terres du Sud. Elle confronte Halbrand qui lui révèle être en réalité Sauron. Elle refuse son offre de devenir sa reine et de gouverner la Terre du Milieu et tente de l'abattre, mais Sauron la domine sans difficulté avant de s'enfuir au Mordor. Galadriel, Elrond et Celebrimbor forgent les Trois Anneaux Narya, Nenya et Vilya, à l'aide d'un morceau de mithril, de l'or et de l'argent fondus du poignard forgé au Valinor.
Dans la seconde saison de la série, Galadriel révèle l'identité d'Halbrand au Haut Roi Gil-Galad, le convainquant qu'ils doivent utiliser les anneaux pour restaurer le pouvoir déclinant des Elfes, en préparation d'une guerre contre Sauron. Elrond s'y oppose, craignant que Sauron ne les manipule, et s'échappe avec les anneaux. Il apporte les anneaux à Círdan qui accepte de les jeter dans un grand gouffre de l'océan. Cependant, Círdan voit accidentellement les anneaux et finit par en enfiler un. Au Lindon, la capitale elfique, Gil-galad déclare aux elfes qu'ils doivent abandonner la Terre du Milieu à son sort, mais il est interrompu par l'arrivée de Círdan. Galadriel et Gil-galad mettent les deux autres anneaux et le pouvoir fané des elfes est restauré. Alors qu'ils planifient une attaque contre le Mordor, elle exprime son inquiétude au Haut Roi Gil-galad quant à la possibilité que Sauron soit en Eregion et demande à s'y rendre. Gil-galad a également des visions depuis qu'il a mis son Anneau de Pouvoir, mais refuse d'envoyer Galadriel seule car elle a déjà été trompée par Sauron. Elle demande à Elrond de l'accompagner. Il refuse d'abord puis est nommé chef de la compagnie de Galadriel. Leur venue n'empêche pas la destruction de la cité d'Eregion. À la fin de la saison, Galadriel combat en duel contre Sauron et est défaite, sautant d'une falaise en refusant de lui donner son anneau. Elle survit à la chute et se réfugie avec les Elfes.

### Autres supports
Galadriel est interprétée par Rebecca Jackson Mendoza dans la Comédie musicale du Seigneur des anneaux d’une durée de trois heures présentée à Toronto à partir de 2006. La pièce déménagea au théâtre royal de Drury Lane à la suite d’une importante réécriture. Son avant-première a lieu le 9 mai 2007, et le lancement officiel a lieu le 19 juin. Laura Michelle Kelly fait son retour sur scène en tant que Galadriel avec le directeur Matthew Warchus. Abbie Osmon reprit le rôle le 4 février 2008.
Dans le domaine musical, le nom de Galadriel sert de titre à diverses chansons, et il est possible de s’interroger sur les allusions à l’Elfe. Le groupe britannique Barclay James Harvest intitula une de ses chansons Galadriel, bien que les paroles ne fassent pas explicitement référence au personnage de J. R. R. Tolkien. De la même façon, l’un des thèmes du chanteur Cliff Richard, composé par Norman Petty et Buddy Holly, porte pour titre le nom de l’Elfe et la mentionne comme un « esprit de la lumière des étoiles ».
Quelques fans affirment que la chanson Stairway to Heaven, du groupe britannique Led Zeppelin et dont des membres aiment les œuvres de J. R. R. Tolkien, contient des allusions à Galadriel. Les paroles font état d’une dame, de nom inconnu, avec des phrases comme « there’s a lady who’s sure all that glitters is gold » (« il y a une dame qui est sûre que tout ce qui brille est d’or ») et « a lady we all know who shines white light » (« une dame que nous connaissons tous qui brille de lumière blanche »). Cependant, dans la biographie du groupe, Stephen Davis affirme que la dame « est un paradigme de la reine des fées d’Edmund Spenser, de la déesse blanche de Robert Graves, et de personnages celtes comme la Dame du Lac, la fée Morgane ou Rhiannon », écartant ainsi son identification avec Galadriel.
Galadriel a également inspiré de nombreux illustrateurs, parmi lesquels Ted Nasmith, Anke Katrin Eissmann, John Howe, les frères Hildebrandt.